# Dicrurus sharpei
Dicrurus sharpei (лат.) — вид воробьиных птиц из семейства дронговых (Dicruridae). Долгое время считался подвидом Dicrurus ludwigii, но в 2018 году изучение генетических различий позволило признать его отдельным видом. Также между ними есть и некоторые различия во внешнем облике.
Видовое название присвоено в честь английского орнитолога Ричарда Боудлера Шарпа.

## Распространение
Африка южнее Сахары от южной части Южного Судана и западной Кении до Демократической Республики Конго и Нигерии к востоку от реки Нигер и к югу от реки Бенуэ.